# Вулиця Лісова (Біла Церква)
Вулиця Лісова  — одна з вулиць на південно-західному краю міста Біла Церква.

## Історична відомість
Вулиця розташована поблизу білоцерківської Голендерні, яка є по суті парком, хоча адміністративно належить до території дендропарку «Олександрія». Вулиця виникла як дорога до одного з численних фільварків графів Браницьких, де вироблялось молоко з голландських (голендерських) корів. Інша версія говорить, що даний фільварок використовувався для видобутку золота, що й дало назву місцевості — від нім. golden Erde — «золота земля». Ймовірно через значну лісистість території Голендерні вулиця й отримала свою назву — «Лісова».

## Опис вулиці
Розпочинається вона санаторієм-профілакторієм «Діброва», ліворуч розташований ліс Голендерня, праворуч — житлові будинки Заріччя. На цій вулиці також розміщений відправний пункт маршруток №№ 14, 6, 6А та 3. Наприкінці виходить до поля.

## Будівлі
- Санаторій-профілакторій «Діброва» — вулиця Лісова, 2-Б.

## Список використаних джерел
- Срібняк М. Л., Федотов В. М. Біла Церква: історико-архітектурний нарис. — К.: Будівельник, 1966 р.
- Головна сторінка санаторію. [Архівовано 28 червня 2013 у Wayback Machine.] Сайт Сататорій-профілакторій «Діброва»
- Вулиця Лісова на карті міста.